# ماریا استن
ماریا استن (به انگلیسی: Maria Sten) بازیگر، نویسنده، کارگردان و صاحب عنوان مسابقه زیبایی دانمارکی است که در دانمارک متولد و بزرگ شده است. او در سال ۲۰۰۸ به عنوان دوشیزه جهان شناخته شد. از آثار بازیگری برجسته او می‌توان به بازی در سریال‌های ریچر و نیگلی اشاره کرد.
استن در کپنهاگ دانمارک از نقاش دانمارکی با میراث سوئدی و پدری از کنگوی فرانسه به دنیا آمد.